# كيلي هاريسون
كيلي هاريسون (بالإنجليزية: Kelly Harrison)‏ هي عارضة وممثلة بريطانية، ولدت في 28 نوفمبر 1980 في دونكاستر في المملكة المتحدة.

## وصلات خارجية
- كيلي هاريسون على موقع IMDb (الإنجليزية)
- كيلي هاريسون على موقع قاعدة بيانات الفيلم (الإنجليزية)